# Benoît Preteseille
 (octobre 2018).
Si vous disposez d'ouvrages ou d'articles de référence ou si vous connaissez des sites web de qualité traitant du thème abordé ici, merci de compléter l'article en donnant les références utiles à sa vérifiabilité et en les liant à la section « Notes et références ».
Benoît Preteseille, né le 27 décembre 1980, est un auteur et éditeur français de bande dessinée.

## Biographie
Après des études à l'École nationale supérieure des arts décoratifs en Scénographie, Benoît Preteseille conçoit pendant quelque temps des décors de théâtre de cirque. Il crée ensuite les éditions Ion. 
En 2004, après l'obtention d'un post-diplôme des Arts-Déco en image de synthèse 3D et effets visuels, Preteseille fonde avec Wandrille Leroy les éditions Warum, avec lesquels il publie ses premiers albums Dadabuk, L'Écume d'écume des jours en 2005 et Sexy Sadie en 2006. 
En 2006, Preteseille entame une collaboration avec La Cinquième Couche chez qui sont publiés L'Oiseau de Francis Picabia puis, en 2007, L'Histoire belge. Il a également publié un recueil de poésie et est chanteur du groupe Savon Tranchand. Il est un collaborateur du journal jeunesse Biscoto, dans lequel il anime tous les mois une rubrique autour de la musique, « Le coin des oreilles ».
Paru en 2020 chez Atrabile, Les poupées sanglantes figure dans la sélection pour le fauve d'or au Festival d'Angoulême 2021.

## Œuvres publiées

### Bande dessinée et illustration

#### Albums
- Photographie ou dessin ?, Ion, 2003
- Hephaïstos aimant des femmes, avec Mélanie Berger, Ion, 2004
- AL, avec Marianka Baude, Ion, 2004
- Dadabuk, Warum, coll. « Civilisation », 2005
- L'Écume d'écume des jours, d'après Boris Vian, Warum, coll. « Civilisation », 2005
- Les Grogneurs, Stratégie alimentaire, coll. « 33² », 2006
- C'est la guerre (scénario), avec Mathieu Decarli (dessin), TicDeQuai, coll. « Livre sans poche », 2006
- L'oiseau de Francis Picabia, La Cinquième Couche, coll. « Extracteur », 2006
- Sexy Sadie, d'après un script de Georges Ribemont-Dessaignes, Warum, 2006
- L'Histoire belge, La Cinquième Couche, 2008
- Fantomas, le dernier geste, Warum, coll. « Civilisation », 2008
- Savon Tranchand, livre-CD avec Sophie Azambre le Roy, la Cafetière, coll. « Morceau », 2010
- L'art et le sang, Cornélius, coll. « Raoul », 2010
- Maudit Victor, Cornélius, coll. « Raoul », 2011
- Carré, carré, carré, carré, de L.L. de Mars et Benoît Preteseille, Éditions Polystyrène, 2013
- Mardi Gras, Cornélius, coll. « Raoul », 2013
- On est pas des arbres, livre-disque vinyle 10", Savon Tranchand avec Sophie Azambre le Roy, Ion & La Nef Angoulême, 2015
- Il faut fermer le robinet, avec Thibault Balahy, Comme une orange, 2015
- È Tutto Vero, Ion, 2015
- Histoire de l'art macaque, Cornélius, coll. « Raoul », 2015
- Musée spectre, Ion, 2016
- Duchamp Marcel, quincaillerie, Atrabile, 2016[4]
- Grotoni, La ville brûle, 2018
- Le Petit Poucet et l'usine à saucisses, livre-disque, illustrations Benoît Preteseille, textes et musique Sophie Azambre le Roy et Carl Roosens, Biscoto éditions, 2018

- Coup de cœur Jeune Public automne 2018 de l'Académie Charles-Cros.
- Sars sur Verre, éditions du MusVerre de Sars-Poteries, 2019
- Le Jaune, Collection RVB, 2019
- Les Poupées sanglantes, Atrabile, 2020[4]
- L'Archipel englouti, Ion, 2020
- Les têtes minuscules, Biscoto éditions, 2021
- Chez Sarah Bernhardt, éd. Polystyrène, 2022
- L'oubliée, Atrabile, 2024[4]

#### Illustration
- Deleuze et Guattari à vitesse infinie, volume 1, avec Jérôme Rosanvallon, éd. Ollendorff & Desseins, coll. « Le sens figuré », 2009
- Le Monde de Jeanne, texte de Laure Boutaud, Biscoto éditions, 2017

### Textes
- Le livre Tranchand ! - lettres non signées, Maelström, coll.« Bookleg», 2006
- Voyage dans Nadja suivi de Qu'est-ce qu'une bite ?, l'Égouttoir, coll. « Gorgonzola », 2009